# Blessure narcissique
Pour les articles homonymes, voir Blessure (homonymie).
En psychanalyse, on parle de blessure narcissique pour désigner les atteintes du narcissisme, c'est-à-dire, pour un individu, les altérations du sentiment d'amour et d'estime pour soi-même. Cette expression est utilisée en clinique psychanalytique, et également, à la suite de Freud, pour désigner en histoire des sciences certaines ruptures épistémologiques à l'origine d'une désillusion de l'être humain quant à sa toute-puissance supposée (elle va alors au-delà de l'individu).

## La notion de « blessure narcissique »
Chez Freud, la notion de blessure narcissique n'apparaîtrait pas d'emblée comme telle. Mais d'après Panos Aloupis, l'introduction du concept de narcissisme (Freud, Pour introduire le narcissisme, 1914) prépare en métapsychologie la notion de blessure narcissique, compte tenu des propositions freudiennes sur la formation du Moi par rapport aux exigences du principe de réalité (Freud, 1911 : Formulation sur les deux principes de l'advenir psychique) et la « détresse infantile » (Hilflosigkeit). Une série de traumatismes peuvent affecter le narcissisme: la naissance, la perte du sein, l'analité, le complexe de castration, l'angoisse de mort représentent des prototypes de blessures narcissiques.
Selon Panos Aloupis, la notion de blessure narcissique est devenue beaucoup plus importante chez des auteurs postfreudiens, et elle a pu donner lieu à des modifications dans la technique psychanalytique, ainsi aux États-Unis pour ce qui est de la « psychologie du Self » de Heinz Kohut, et chez Otto Kernberg dans le domaine des états limites et des personnalités narcissiques. Kohut a dégagé la notion de « rage narcissique » face à la « défaillance du Selfobjet ».
En France, poursuit Panos Aloupis, Bela Grunberger considère que la blessure narcissique « infligée au Moi par le jeu d'un Idéal du Moi déçu » fait partie du narcissisme : « l'impuissance inhérente à l'être humain constitue en elle-même et d'emblée une blessure narcissique » qui joue un rôle prépondérant dans « la dialectique narcissisme-pulsions » et se trouve à la source de la morale et de la civilisation. André Green insiste, quant à lui, sur le rôle de l'objet et parle d'« objet-trauma, dont l'existence même est cause de blessure, appelant des tentatives de réparation jamais achevées ».

## La troisième blessure narcissique de l'humanité: la psychanalyse
Selon Freud, le développement des sciences a infligé trois blessures narcissiques successives à l'humanité : « Le narcissisme universel, l'amour-propre de l'humanité, a subi jusqu'à présent trois graves démentis de la part de la recherche scientifique. » Freud parle aussi dans ce texte de « destruction de l'illusion narcissique ». Ces trois blessures narcissiques concernent des découvertes qui s'opposent à l'anthropocentrisme :
- Copernic : la Terre n'est pas au centre de l'Univers (Révolution copernicienne) ;
- Darwin : l'Homme est le fruit de l'évolution, et donc, il est un animal comme les autres (Théorie de l'évolution) ;
- Freud : avec la découverte de l'inconscient par la psychanalyse, la troisième blessure de l'humanité est d'ordre psychologique[3]. Freud affirma en effet, écrit Marthe Robert, que, « malgré toutes les apparences et les croyances, l'homme n'était jamais le souverain de son âme »[3].

## Une quatrième blessure narcissique: la sociologie (Bourdieu)
À la suite des « trois blessures narcissiques » évoquées par Sigmund Freud, le sociologue Pierre Bourdieu, dans Réponses publié en 1992, propose d'ajouter une quatrième blessure narcissique infligée à l'humanité, celle de la sociologie.
D'après Bourdieu, la sociologie avec le concept d'habitus, rompt avec le mythe du « créateur incréé » de la même manière que la théorie de l'évolution rompt avec le mythe de la genèse.
Peter Sloterdijk parle d'une vexation anthropo-technique, provoquant un complexe cybernético-biotechnique depuis l'abolition de la différence entre naissance et fabrication.

#### Textes de référence
- Sigmund Freud,
  - Pour introduire le narcissisme (1914), trad. de Jean Laplanche in S. Freud, La vie sexuelle, Paris, Puf, 1969, p. 81-105 et dans Œuvres complètes de Freud / Psychanalyse, t. XII 1913-1914, Paris, Puf, 2005,  (ISBN 2 13 0525 17 2), p. 213-245.
  - 18e leçon d'Introduction à la psychanalyse (1916), dans Introduction à la psychanalyse, traduit par S. Jankélévitch (1921), Paris, Payot, p. 33, [lire en ligne]
  - Une difficulté de la psychanalyse (1917) p. 6-9 [lire en ligne] ; In : Œuvres complètes - Psychanalyse vol. XV. Paris : PUF; 1996. p. 43-51.

#### Études
(Dans l'ordre alphabétique des noms d'auteurs)
- Panos Aloupis, « blessure narcissique », dans Alain de Mijolla (dir.), Dictionnaire international de la psychanalyse, Hachette Littératures, 2005, p. 226-227.
- Jean Laplanche,
  - « Le moi et le narcissisme », dans Vie et mort en psychanalyse, Flammarion, 1970, p. 103-129.
  - « Ponctuation. La révolution copernicienne inachevée », dans La révolution copernicienne inachevée. Travaux 1967-1992, Aubier, 1992 (ISBN 2-7007-2166-7), p. III-IIIV.
- Christine Quélier et Isabelle Leroux. « La quatrième blessure narcissique à l'épreuve de la psychanalyse », Le Coq-héron, vol. 215, no. 4, 2013, p. 16-24. [lire en ligne]
- Marthe Robert, « Avant-propos », dans Marthe Robert, La révolution psychanalytique. La vie et l'œuvre de Freud I, Payot, 1964, p. 26-27.
- Thomas Wieder, L'Explorateur de l'âme, à propos de Sigmund Freud. La révolution de l'intime, Hors-Série Le Monde, une vie, une œuvre, 2010, « Avant-Propos », p. 3.